# Josimar Vargas
Josimar Vargas (Lima, 6 de abril de 1990) es un futbolista peruano. Juega de centrocampista y su equipo actual es Juventus de Huamachuco de la Liga 3 de Perú. Tiene 35 años.

## Trayectoria
Josimar Vargas fue formado en las divisiones menores del Club Universitario de Deportes. En el año 2008 arribó al América Cochahuayco (filial de Universitario). Dos años más tarde fue promovido al primer equipo de la «U». Formó parte del equipo de Universitario de Deportes sub-20 que conquistó la Copa Libertadores Sub-20 de 2011 realizada en el Perú. Debutó en el año 2011. Jugó 107 partidos y anotó 2 goles.
Firmó por todo el año 2017 por el recién ascendido Sport Rosario, consiguiendo la clasificación a la Copa Sudamericana 2018. A mediados de 2018 fichó por Carlos A. Mannucci logrando ascender a primera división a través del cuadrangular final. Tras eso renovó por todo el año 2019. En 2020, fichó por el recién ascendido Carlos Stein. En 2022 descendió con el Carlos Stein, al quedar en el último puesto de la tabla acumulada. En la temporada 2023 descendió de categoría, al quedar último en la tabla acumulada del torneo con la Academia Cantolao, acumuló su segundo descenso consecutivo.

## Selección nacional
Ha sido internacional con la selección de fútbol del Perú en 1 ocasión. Su debut se produjo el 17 de abril de 2013, en un encuentro amistoso ante la selección de México que finalizó con marcador de 0-0.

## Clubes
| Club                        | País  | Año         |
| --------------------------- | ----- | ----------- |
| América Cochahuayco         | Perú  | 2008 - 2009 |
| Universitario de Deportes   | Perú  | 2010 - 2016 |
| Sport Rosario               | Perú  | 2017        |
| Sport Boys                  | Perú  | 2018        |
| Carlos A. Mannucci          | Perú  | 2018 - 2019 |
| Carlos Stein                | Perú  | 2020 - 2022 |
| Academia Deportiva Cantolao | Perú  | 2023 - 2024 |
| Provincial Osorno           | Chile | 2024        |
| Juventus de Huamachuco      | Perú  | 2025 -      |

## Palmarés

### Títulos nacionales
| Título                    | Club                      | País | Año  |
| ------------------------- | ------------------------- | ---- | ---- |
| Primera División del Perú | Universitario de Deportes | Perú | 2013 |
| Torneo Apertura           | Universitario de Deportes | Perú | 2016 |

### Títulos internacionales
| Título                   | Club                      | País | Año  |
| ------------------------ | ------------------------- | ---- | ---- |
| Copa Libertadores Sub-20 | Universitario de Deportes | Perú | 2011 |